# 高知新聞
高知新聞（こうちしんぶん）は、株式会社高知新聞社が発行する高知県の県域地方新聞。

## 歴史
- 板垣退助の創立した政治結社「立志社」の機関紙『土陽新聞』から独立して、1904年（明治37年）9月1日に『高知新聞』を創刊。のち1941年（昭和16年）、土陽新聞を吸収合併して高知県における唯一の日刊紙となる。この“再統一”は、旧大日本帝国軍部によって行われた新聞統制の影響だった[注 2]。終戦・再独立後の1953年（昭和28年）、関連会社「ラジオ高知」（現・高知放送）を設立。
- 2017年（平成29年）1月26日付で紙齢4万号を迎えた[5]。高知県内での同紙の占有率は、88.36％（2021年1月現在）であり、全国的に見てもこのシェアは非常に高い。
- かつて朝刊のみ発行の総合版と、朝刊と夕刊が発行されるセット版があった。この夕刊は県の面積が広いゆえに、購読ができる地域は一部（西は宿毛市付近、東は室戸市付近まで）に限られ、夕刊がない地域は総合版のみとなっていた。なお平成の大合併により周辺市町に合併された旧町村を中心として、セット版地域であっても統合版のみとなる自治体がある[注 3]。また同じ理由で、県域新聞ではあるが場所によって記事内容が大きく変わってしまう。大抵の場合、朝刊では一面は県内ほぼ同じ見出しとなるが、夕刊では高知市内とそれ以外では、随分一面が異なっていた。なお夕刊に掲載されたニュースや特集は、翌日の総合版にほぼ掲載されどちらでも内容は同じとなっていた[注 4]。
- 2020年（令和2年）12月25日付で夕刊を休刊した事によって、中国・四国地方で発行する一般紙の夕刊は本紙を最後に消滅した[注 5]。2021年（令和3年）1月1日付から朝刊単独紙へと移行した[6][7]。
- 2021年 追跡・白いダイヤ取材班が、菊池寛賞を受賞した。
- 2023年（令和5年）9月、本社を高知県庁南側にある高知電気ビル新館の4階から8階部分に移転した[1]。
- 2025年（令和7年）3月4日 高松支局が移転[8]。

## 本社

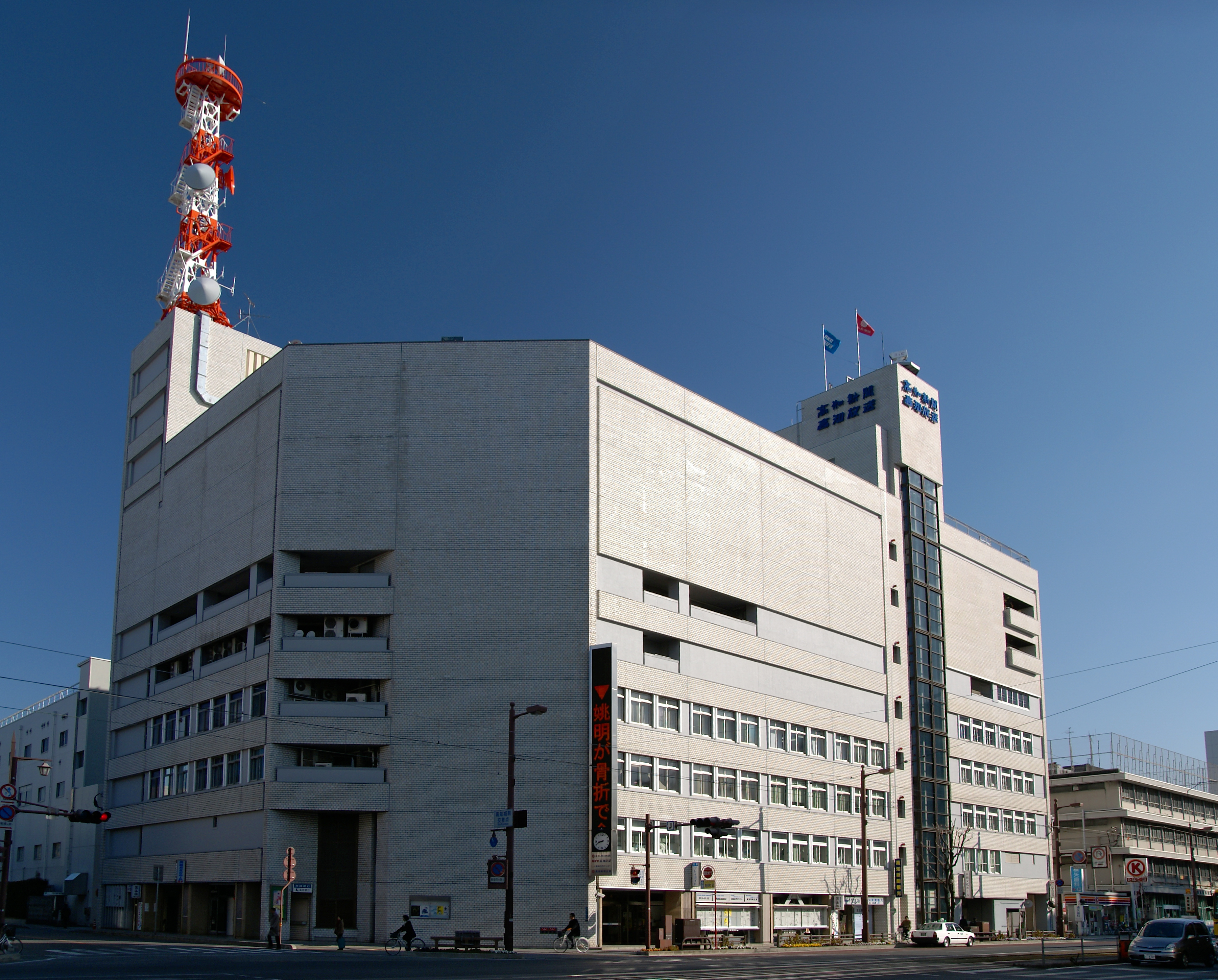
旧本社（高知新聞放送会館）

高知市本町四丁目1番24号 高知電気ビル新館4階 - 8階
本社には編集局（報道部、学芸部、運動部、写真部、編集部、地域報道部、読もっかNIE編集部、編集委員室、読者サポート部）、
地域読者局（販売管理部、販売促進部）、営業局（広告管理部、営業推進部）、総務局（総務部、経理部）、
コンテンツ事業局（デジタル編集部、システム技術部）が置かれているほか、社長直属の部署として秘書部、総合企画室、論説委員室がある。

### 支社
東京支社
東京都千代田区内幸町二丁目2番1号 日本プレスセンタービル3階
東京支社内に編集部と業務部を置いている。
大阪支社
大阪府大阪市北区堂島二丁目1番31号 京阪堂島ビル4階
幡多支社
高知県四万十市不破上町1907番地48
県内外の支局
高松支局
　香川県高松市浜ノ町66番1号
香長総局
　高知県香南市野市町西野552番地12
室戸支局
　高知県室戸市室津2208番地7
中芸支局
　高知県安芸郡田野町1480番地5
安芸支局
　高知県安芸市矢ノ丸二丁目9番5号
嶺北支局
　高知県長岡郡本山町本山552番地5
土佐支局
　高知県土佐市高岡町甲2057番地2
佐川支局
　高知県高岡郡佐川町甲1250番地13
須崎支局
　高知県須崎市緑町2-3
窪川支局
　高知県高岡郡四万十町榊山町1368-59
清水支局
　高知県土佐清水市清水854-7
宿毛支局
　高知県宿毛市駅東町四丁目720番地
まほろばセンター（株式会社高知新聞総合印刷）
　高知県南国市蛍が丘一丁目2-3

## 関連会社
- 高知放送
- 高知広告センター
- 高知新聞企業
- 高知新聞急送
- 高新販売オリコミ社
- 高知新聞総合印刷
- 桂ハイヤー
- 高知新聞総合ビジネス
- 高知新聞社会福祉事業団
- 高知新聞厚生文化事業団
- 高知放送NPO高齢者支援基金
- RKCプロダクション
- エフエム高知

## 番組表（2025年5月現在）
- 最終面
  - フルサイズ： 高知放送、テレビ高知、さんさんテレビ、NHK総合（高知局）、NHK Eテレ（同）
  - ハーフサイズ：NHK BS、BS日テレ、BS朝日、BS-TBS、BSテレ東、BSフジ、WOWOWプライム、BS11 イレブン、BS12 トゥエルビ、瀬戸内海
- 第2テレビ・ラジオ面
  - ハーフサイズ（ラジオ）：高知放送、NHK第1（高知局）、NHK第2（同）、FM高知、NHK FM（高知局）
  - クォーターサイズ（テレビ）：四国、南海、テレビ愛媛、愛媛朝日、ABCテレビ、MBS、カンテレ、放送大学テレビ、放送大学ラジオ、BSよしもと、JCOM BS、NHK BSプレミアム4K、BS10
  - 極小サイズ（テレビ）：NHK BS8K

※以前は西日本放送、山陽放送、TSCテレビせとうち、サンテレビ、宮崎放送、テレビ宮崎、読売テレビ、BSスカパー!、スターチャンネル1、WOWOWライブおよびシネマが掲載されていたが、地上デジタル放送完全移行やケーブルテレビの再送信終了やその他理由等で掲載されなくなった。